# Залізнична лінія Чернігів — Семиходи
Залізнична лінія Чернігів — Семиходи — складова дільниця частини одноколійної електрифікованої лінії Чернігів — Овруч, яка сполучає станцію Чернігів зі станцією Семиходи та Чорнобильською АЕС. Перебуває у підпорядкуванні Південно-Західної залізниці.

## Розташування

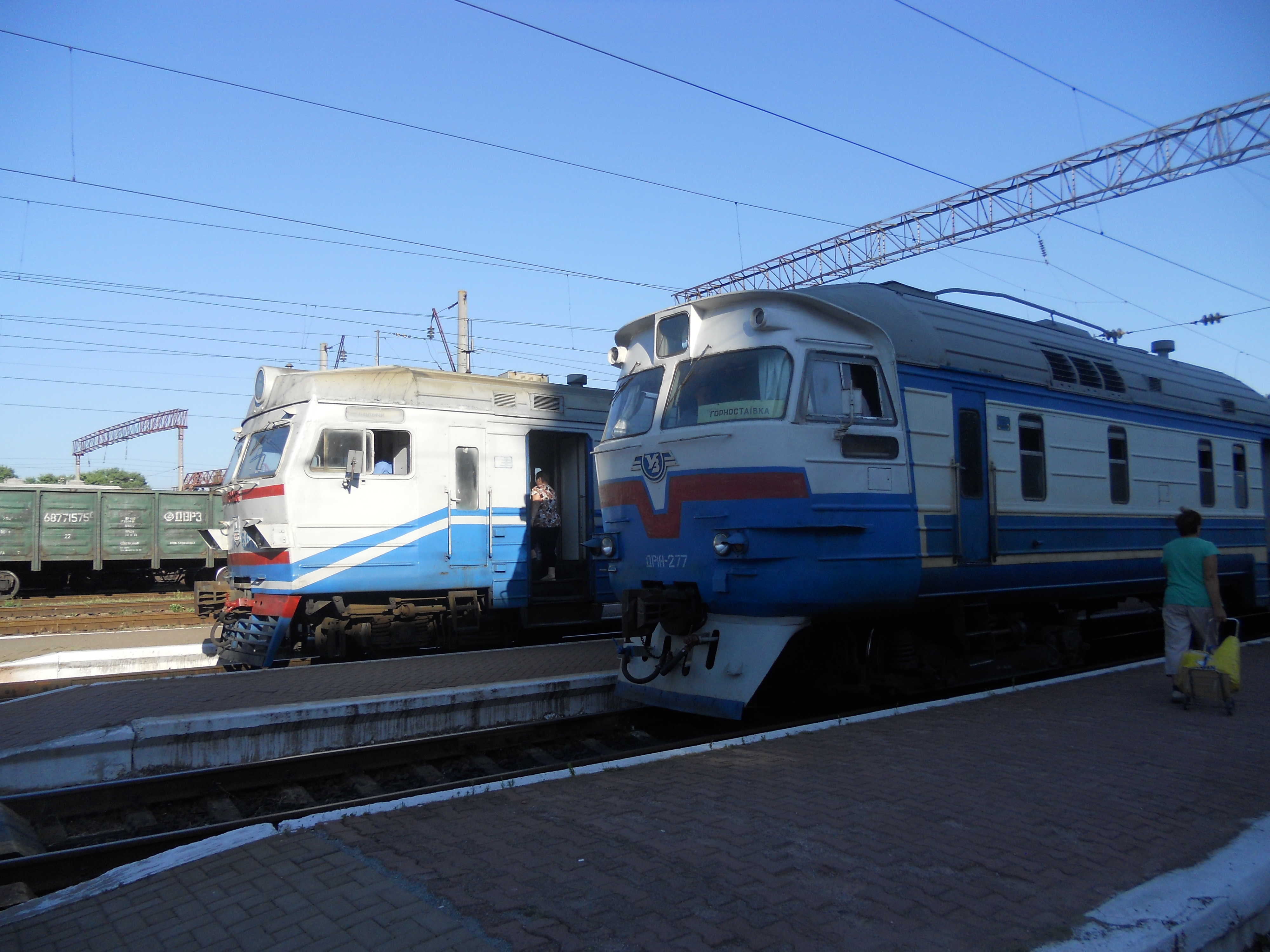
Електропоїзд до станції Неданчичі (ліворуч) на станції Чернігів

Залізнична лінія розташована в українських Київській і Чернігівській областях та білоруській Гомельській області. Лінія пролягає через радіаційно забруднені райони Чорнобильської зони відчуження та Поліського державного радіаційно-екологічного заповідника.

## Історія
Лінію прокладено, як складову частину дільниці Чернігів — Овруч у 1920-х роках XX століття. Спочатку вона була власністю Радянського Союзу. Після катастрофи на Чорнобильській АЕС дільницю лінії від атомної електростанції до Овруча законсервана. Згодом лінія була електрифікована змінним струмом. Після розпаду СРСР лінія поділена білорусько-українським державним кордоном.

## Галерея

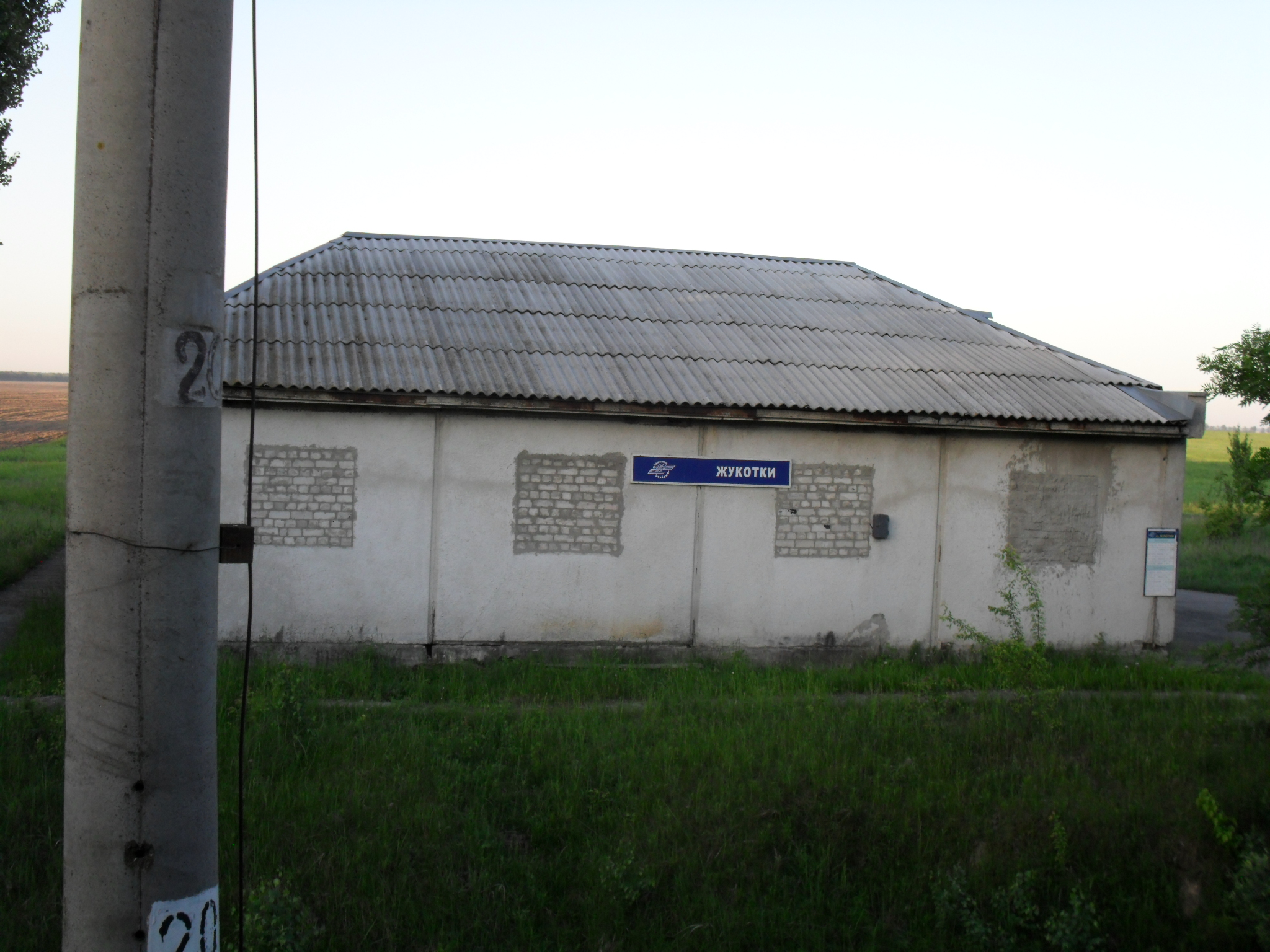
Станція Жукотки
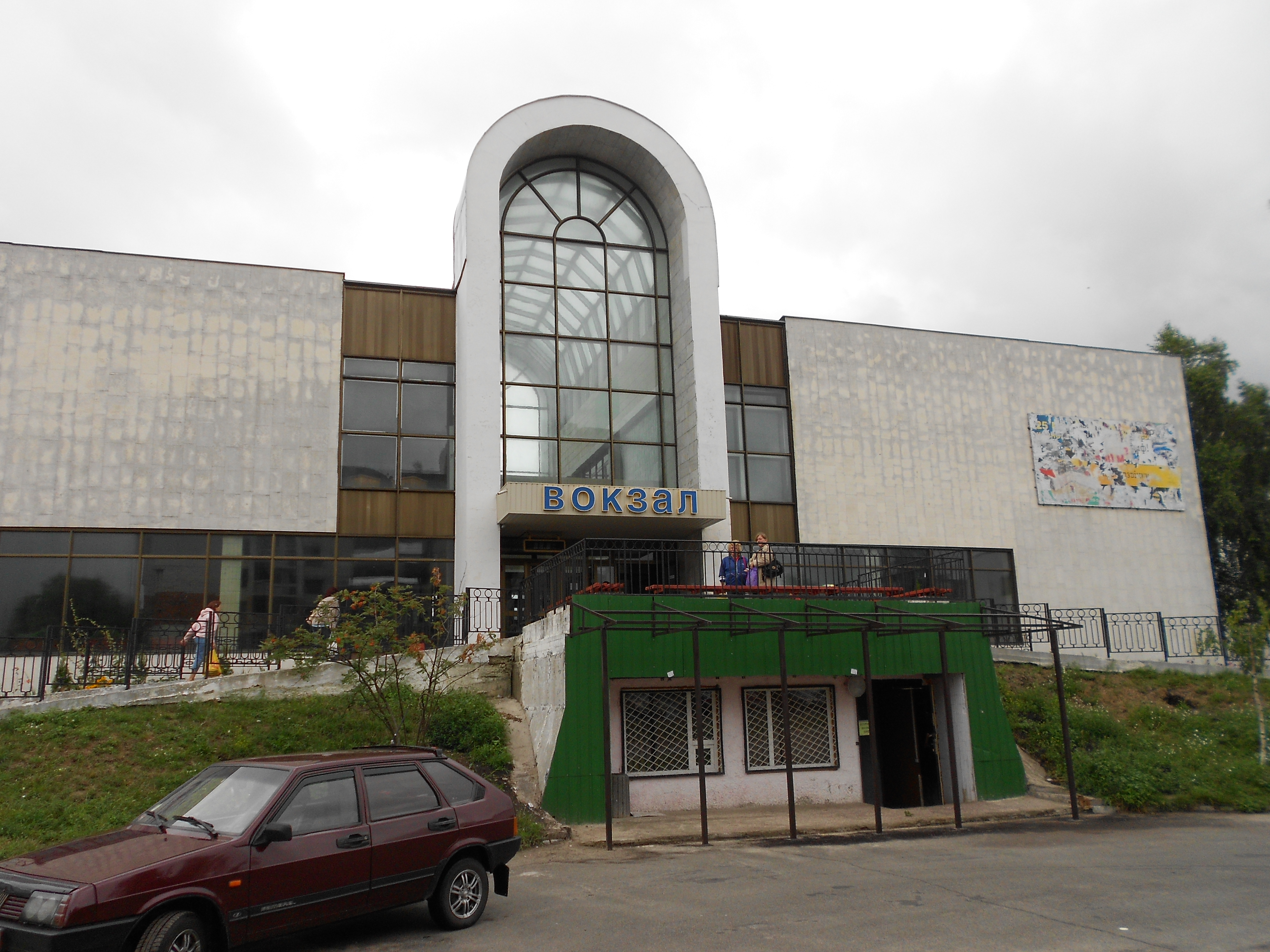
Вокзал станції Славутич
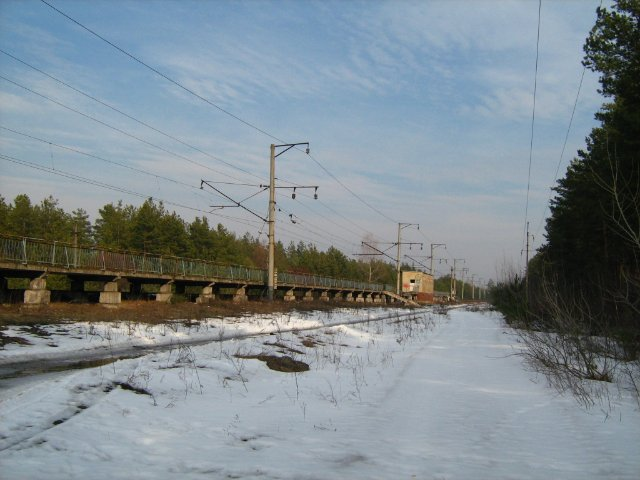
Зупинний пункт Селище Лісове
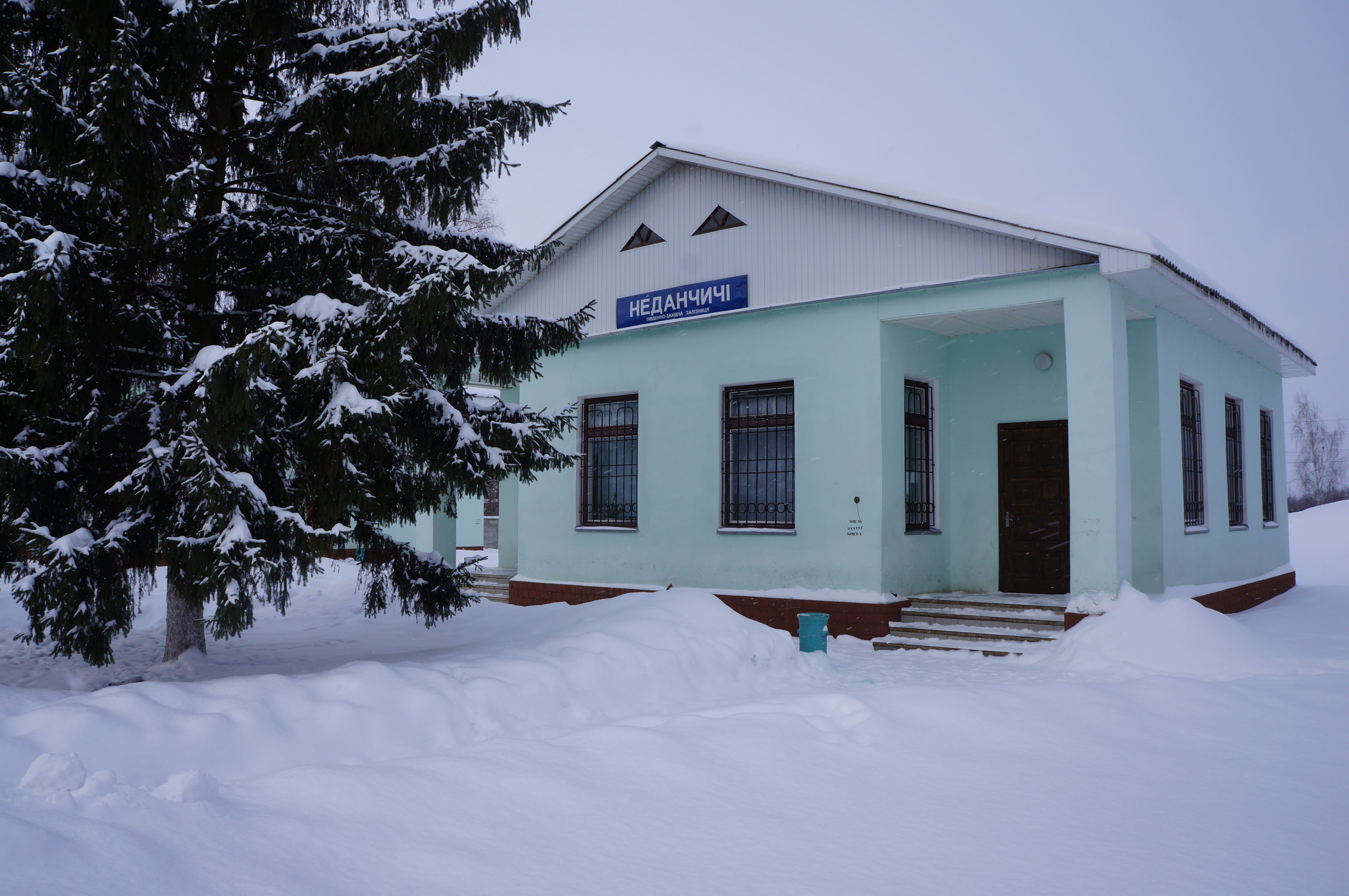
Вокзал станції Неданчичі
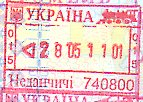
Штамп залізничного пункту пропуску «Неданчичі»
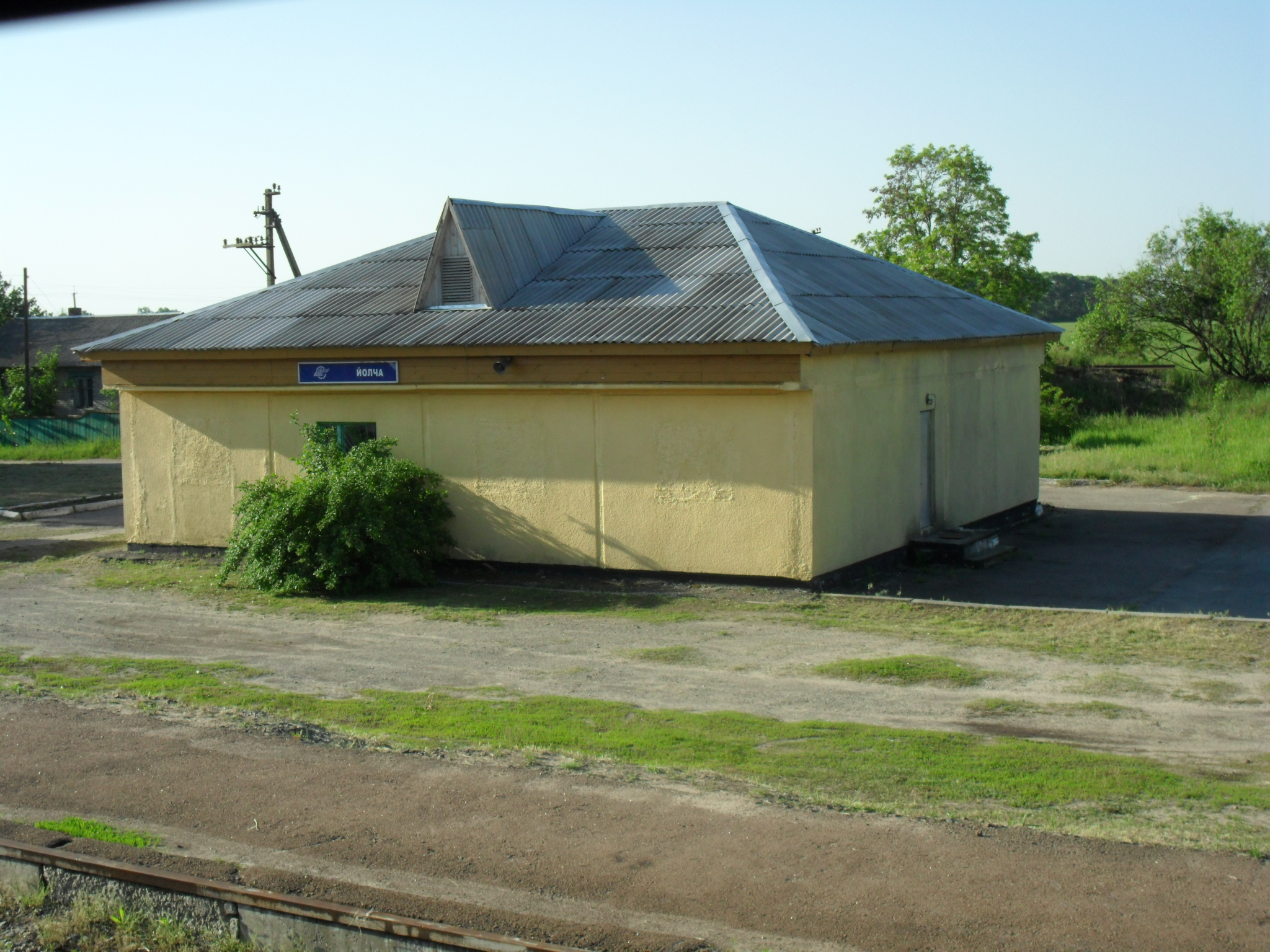
Станція Йолча на території Білорусі